# Фушунська в'язниця для військових злочинців
41°53′02″ пн. ш. 123°54′05″ сх. д. / 41.883888888889° пн. ш. 123.90138888889° сх. д.
Фушуньська в'язниця для військових злочинців (кит. трад. 撫順戰犯管理所, спр. 抚顺战犯管理所, піньїнь: Fǔshùn Zhànfàn Guǎnlǐ Suǒ) — карний заклад часів Громадянської війни в Китаї, що існував у 1950-1970-х, в районі Сіньфу, що у Фушуні провінції Ляонін, в якому містилися особи, полонені в Китаї після закінчення Другої світової війни та Громадянської війни.
Приміщення в'язниці побудовані в 1936 японцями, які в ті роки окупували Маньчжурію. У 1945 Маньчжурія звільнена Радянською армією, в результаті чого СРСР отримав велику кількість полонених з числа японських військ, що здалися, а також військових і чиновників ліквідованої маріонеткової держави Маньчжоу-го. Полонені були розміщені на території СРСР у районі Хабаровська, а після утворення КНР було підписано домовленість про передачу їх Китаю.
Перший поїзд із військовими злочинцями прибув до Фушуні 21 липня 1950, на ньому прибуло 969 японців, а також 71 людина, яка служила Маньчжоу-го. Було також доставлено кілька японців з Тайюаньської в'язниці для військових злочинців. Серед ув'язнених-японців було 667 військових, 116 жандармів, 155 службовців спеціальної поліції та 44 особи з числа адміністративного персоналу. В результаті громадянської війни в Китаї серед ув'язнених у Фушуні також виявилося 354 колишні гоміньданівці.
У 1956 почалися процеси над ув'язненими-японцями. У 1956-1964  усі японці звільнені. У 1959-1975 ув'язнені з числа колишніх гоміньданівців і службовців Маньчжоу отримали помилування і звільнені в кілька етапів. Загалом за час її роботи через в'язницю пройшло близько 1300 осіб.
З 1986 перетворена на музей. Тут знімалися заключні сцени фільму Бернардо Бертолуччі «Останній імператор».

## Відомі ув'язнені
- Айсіньгьоро Пуї, імператор Маньчжоу-го
- Айсіньгеро Пуцзе, молодший брат Пуї
- Цзан Шії, голова Сенату Маньчжоу-го
- Чжан Цзінхуей, прем'єр-міністр Маньчжоу-го
- Сі Ця, міністр внутрішніх справ Маньчжоу-го